# 小野市伝統産業会館
小野市伝統産業会館（おのしでんとうさんぎょうかいかん）は兵庫県小野市にあるコンベンション施設、博物館。 

## 概要
小野市で製造されるそろばんは「播州そろばん」の名称で、1976年に通産省の伝統工芸品に指定された。現在でも全国シェアの70％を生産している。これを中心に兵庫県の伝統工芸品の展示紹介、技術研修、後継者育成などを目的として、1983年4月に開設された。常設展示場の一角に設けられた「算盤博物館（そろばんはくぶつかん）」が当施設の最大の特徴として挙げられる。

## 施設
- 展示施設
  - 常設展示場 -  兵庫県の伝統工芸品を展示紹介する
    - 算盤博物館 - 伝統的工芸品「播州そろばん」をはじめ、世界の様々な算盤を展示する

  - 資料室
  - 小野特産品コミュニケーションショップ - ミュージアムショップ
- 研修室・会議室 
  - 第1･2研修室 90
  - 第３研修室 50
  - 技術指導室 24
  - 大研修室（大展示室） 410

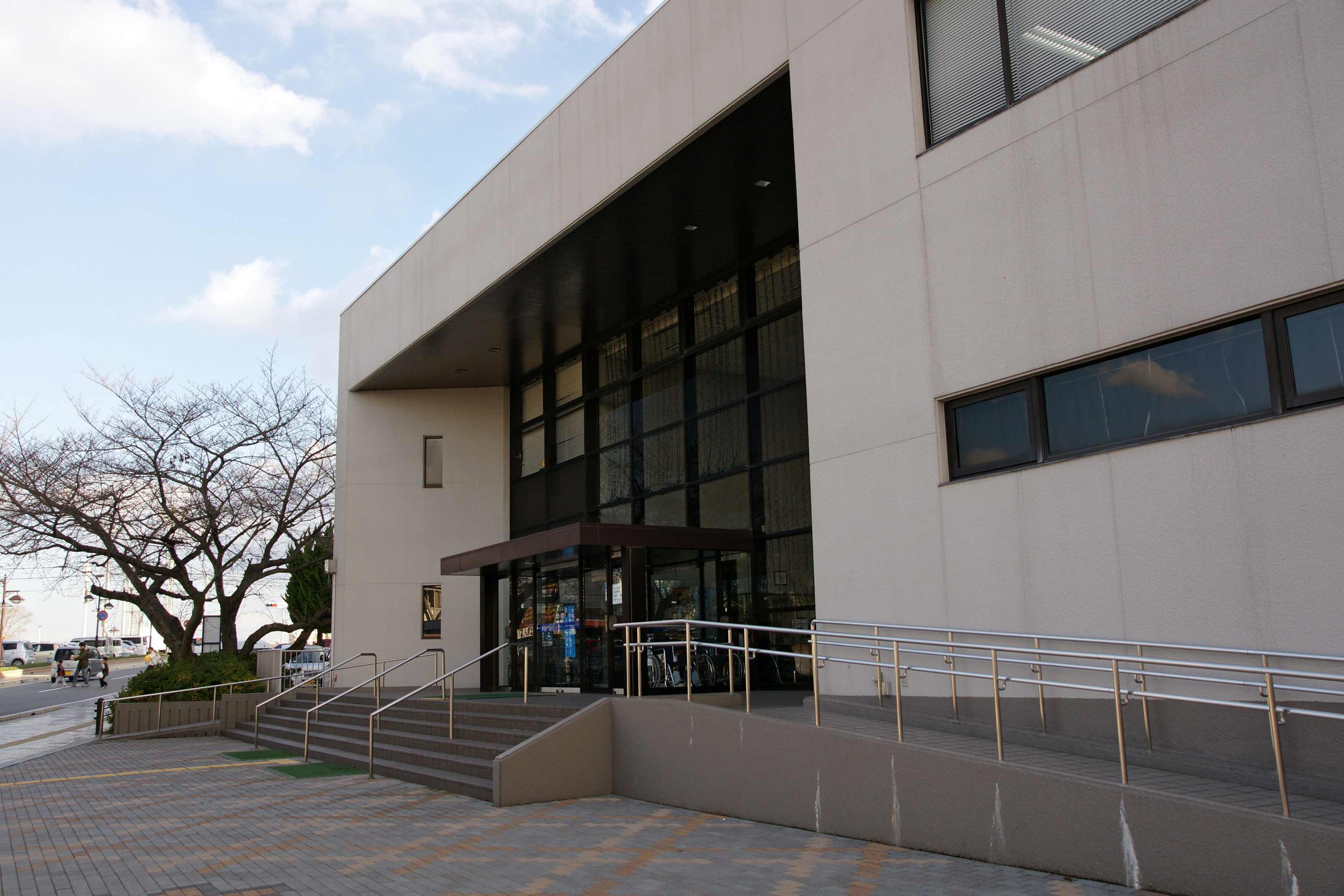
玄関
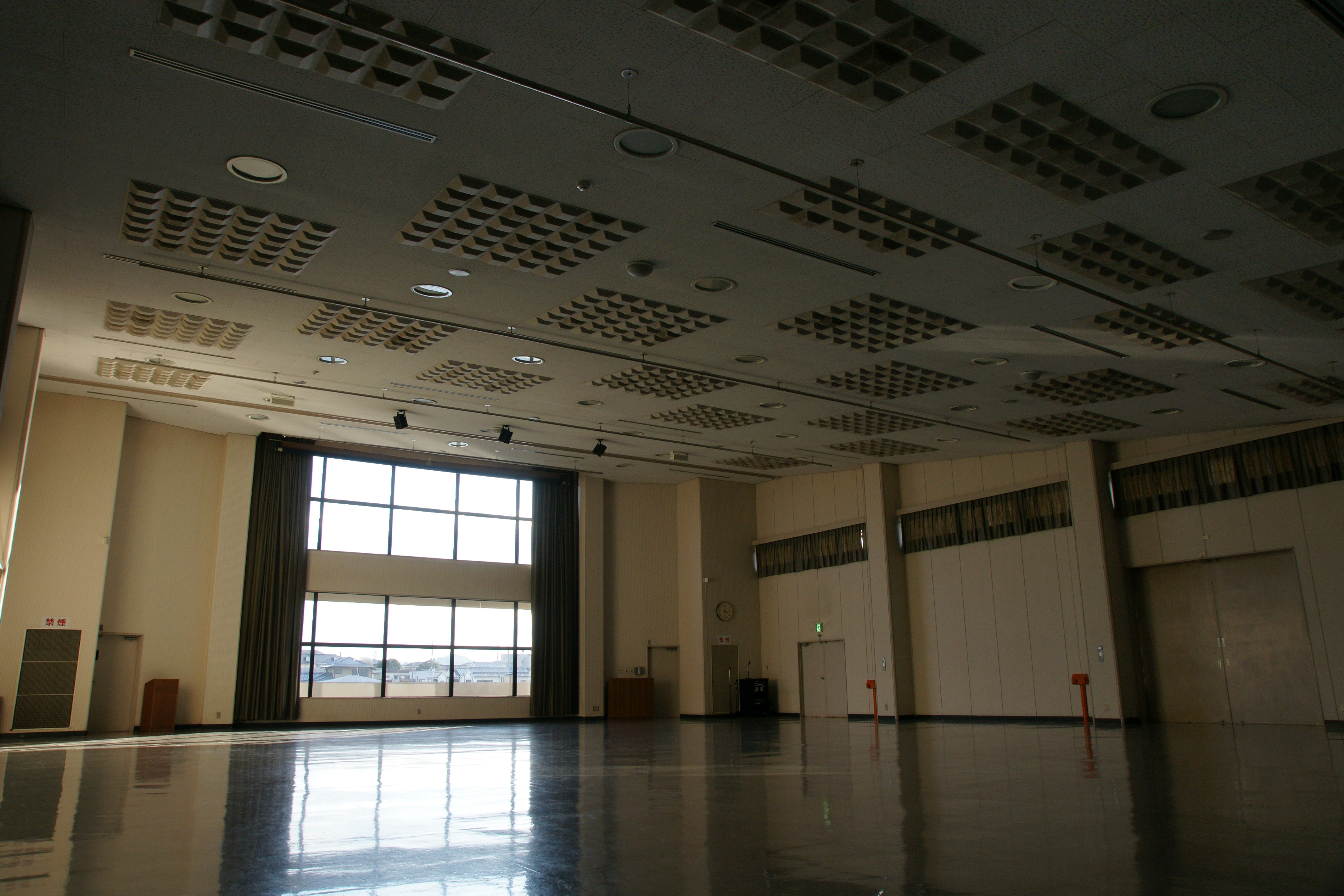
大研修室（大展示室）
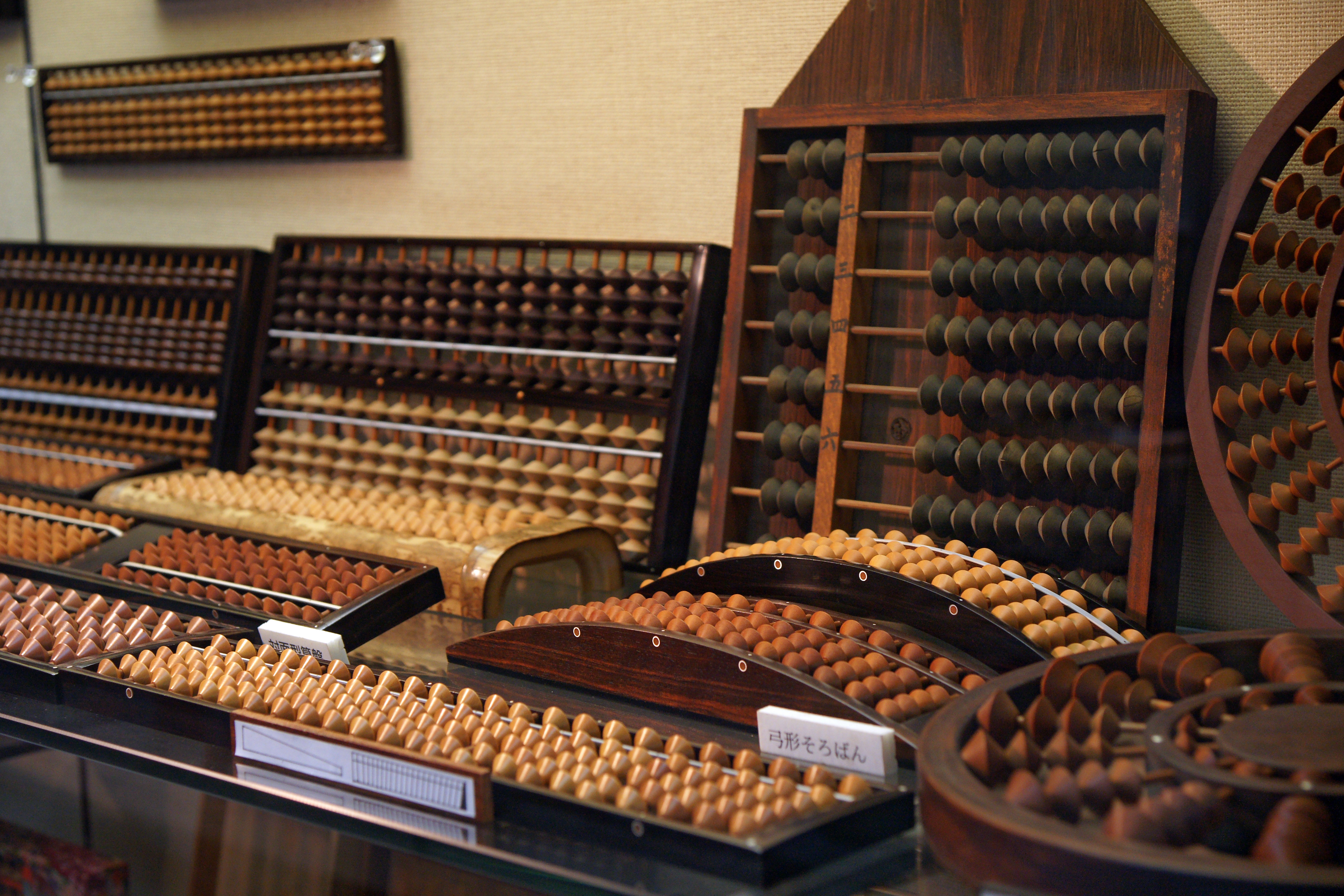
算盤（そろばん）博物館
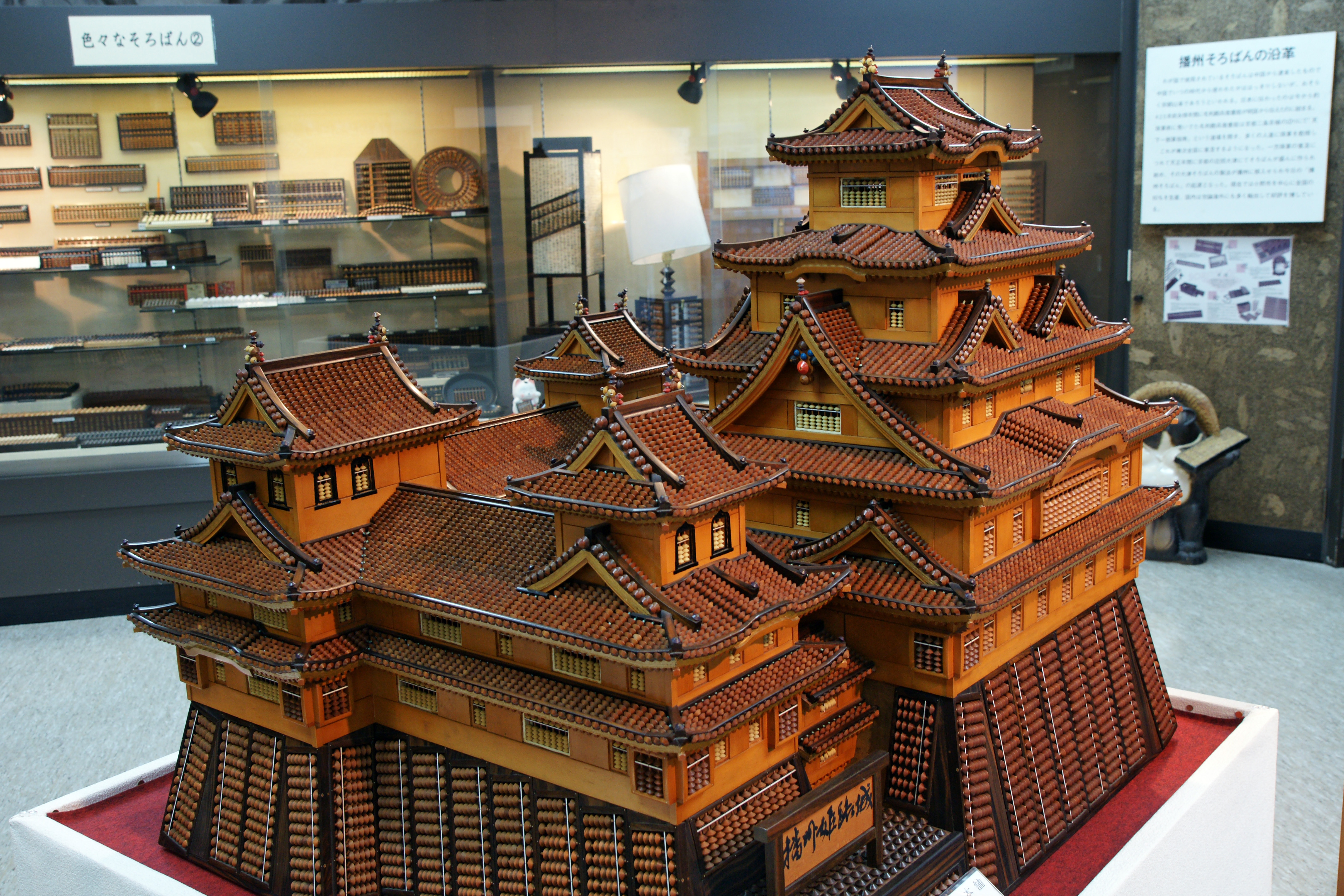
そろばんで造られた姫路城

## 利用情報
- 開館時間 - 9時から17時[1]
- 休館日 - 12月28日から1月4日
- 入館料 - 無料

## 交通アクセス
- 神戸電鉄粟生線 小野駅 徒歩15分